# Lista chorążych reprezentacji Antyli Holenderskich na igrzyskach olimpijskich
Lista chorążych reprezentacji Antyli Holenderskich na igrzyskach olimpijskich – lista zawodników i zawodniczek reprezentacji Antyli Holenderskich, którzy podczas ceremonii otwarcia nowożytnych igrzysk olimpijskich nieśli flagę Antyli Holenderskich.

## Chronologiczna lista chorążych
| Lp. | Rok i miejsce     | Chorąży                | Dyscyplina              |
| --- | ----------------- | ---------------------- | ----------------------- |
| 1   | 1952, Helsinki    | b.d.                   |                         |
| 2   | 1960, Rzym        | b.d.                   |                         |
| 3   | 1964, Tokio       | b.d.                   |                         |
| 4   | 1968, Meksyk      | b.d.                   |                         |
| 5   | 1972, Monachium   | Bèto Adriana           | Strzelectwo             |
| 6   | 1976, Montreal    | b.d.                   |                         |
| 7   | 1984, Los Angeles | Evert Johan Kroon      | pływanie                |
| 8   | 1988, Calgary     | Bart Carpentier Alting | Bobsleje, Saneczkarstwo |
| 9   | 1988, Seul        | Jan Boersma            | Żeglarstwo              |
| 10  | 1992, Albertville | Dudley den Dulk        | Bobsleje                |
| 11  | 1992, Barcelona   | b.d.                   |                         |
| 12  | 1996, Atlanta     | Sergio Murray          | Judo                    |
| 13  | 2000, Sydney      | Cor van Aanholt        | Żeglarstwo              |
| 14  | 2004, Ateny       | Churandy Martina       | Lekkoatletyka           |
| 15  | 2008, Pekin       | Churandy Martina       | Lekkoatletyka           |